# Microcara pilosula
Microcara pilosula is een keversoort uit de familie moerasweekschilden (Scirtidae). De wetenschappelijke naam van de soort werd in 1911 gepubliceerd door Edmund Reitter.